# ملعب جوسي بارتيل
ملعب يوسي بارثيل هو ملعب متعدد الاستخدام يقع في لوكسمبورغ عاصمة لوكسمبورغ . غالبا ما يتم استخدامه لمباريات كرة القدم . يسع الملعب لجلوس 8،054 متفرج . يعتبر الملعب الرسمي الذي يخوض فيه منتخب لوكسمبورغ مبارياته الدولية . تم افتتاح الملعب في سنة 1928 .